# 罗马尼亚 (多姆山省)
罗马尼亚（法語：Romagnat，法語發音：[ʁɔmaɲa]）是法国多姆山省的一个市镇，位于该省中部，属于克莱蒙费朗区。

## 地理
罗马尼亚（45°43'46"N, 3°6'2"E）面积16.84 平方千米，位于法国奥弗涅-罗讷-阿尔卑斯大区多姆山省，该省份为法国中南部省份，北起阿列省接壤，东临卢瓦尔省，南至上盧瓦爾省和康塔爾省，西接科雷兹省和克勒兹省。
与罗马尼亚接壤的市镇（或旧市镇、城区）包括：欧比耶尔、博蒙、佩里尼亚-莱萨尔列沃、拉罗什布朗什、沙诺纳、圣热内斯尚帕内勒、塞拉。

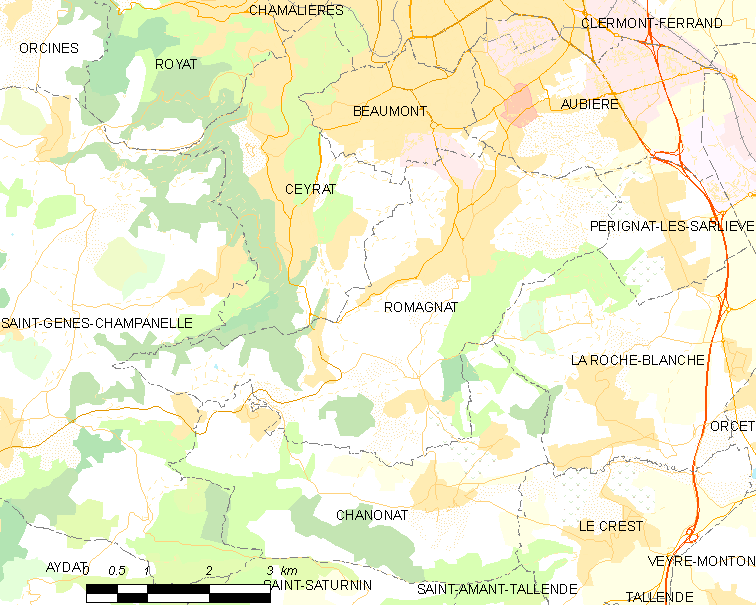
的OSM定位图

罗马尼亚的时区为UTC+01:00、UTC+02:00（夏令时）。

## 行政
罗马尼亚的邮政编码为63540，INSEE市镇编码为63307。

## 政治
罗马尼亚所属的省级选区为欧比耶尔县。

## 人口

1962-2008年间人口变化图示

罗马尼亚于2022年1月1日时的人口数量为7905人。